# A.R.K.T.O.S.
Eigenzinnig Dispuutgezelschap Altoos Rusteloos Keuvelend Typeert Ons Samenzijn, ook wel: A.R.K.T.O.S., was een links, feministisch vrouwendispuut binnen de Amsterdamse Vrouwelijke Studenten Vereniging (AVSV), dat opgericht in 1917 en in 2010 werd opgeheven. Arktos staat ook wel bekend als het 'pottendispuut', maar dit dispuut met een rebelse reputatie was breed toegankelijk voor vrouwen met een intellectuele belangstelling. Veel leden verkozen werk boven het huwelijk en maakten maatschappelijk al vroeg carrière in kunst en wetenschap.

## Naamgeving
A.R.K.T.O.S. is opgericht op 24 februari 1917 door Ro de Jong, Lida Muntendam, Helma Tetrode, Berdien Loos, Nettie Giesen, Ella Alting Mees en E.F. Kramer-Bijdendijk. Het Griekse woord voor het sterrenbeeld de Grote Beer is Arktos en de zeven sterren symboliseren de zeven oprichtsters. 

## Bekende leden
Bekende leden waren onder meer Annemarie Aalders, Kiki Amsberg, Judith Belinfante, Andreas Burnier, Nicolette ten Bosch, To Fuhri Snetlage-Ledeboer, Lida Muntendam (tevens een van de oprichtsters), Dominique van der Heyde, Xandra Schutte, Vilan van de Loo en Jeanet van Omme.